# St. James's Gate Brewery
St. James’s Gate (en irlandés: Grúdlann Gheata Naomh Séamuis, en inglés: St. James's Gate Brewery) es una cervecería fundada en 1759 en Dublín, Irlanda, por Arthur Guinness. La compañía ahora es parte de Diageo, una compañía británica formada a partir de la fusión de Guinness y Grand Metropolitan en 1997. El producto principal de la cervecería es Guinness Draught.
Originalmente arrendada en 1759 a Arthur Guinness por 45 libras irlandesas al año durante 9 000 años, el área de St. James's Gate ha sido desde entonces la sede de Guinness. Se convirtió en la mayor cervecería de Irlanda en 1838, y la más grande del mundo en 1886, con una producción anual de 1,2 millones de barriles. Aunque ya no es la mayor cervecería del mundo, sigue siendo la cervecera más grande de cerveza stout. Desde entonces, la compañía compró la propiedad arrendada originalmente, y durante los siglos XIX y principios del XX, la cervecería poseía la mayoría de los edificios en los alrededores, incluidas muchas calles de viviendas para empleados de la cervecería y oficinas asociadas con la cervecería. La cervecería tenía su propia planta de energía.
Hay una exposición adjunta sobre los 250 años de historia de Guinness, llamada Guinness Storehouse.

## Historia
Arthur Guinness comenzó a elaborar cervezas en Leixlip, Condado de Kildare, y luego desde 1759 en la cervecería St. James’s Gate en Dublín. El 31 de diciembre firmó un contrato de arrendamiento de 9 000 años a £45 por año por la cervecería abandonada. Sin embargo, el contrato de arrendamiento ya no está en vigencia porque la propiedad de la cervecería se compró cuando se expandió más allá del sitio original de 4 acres.
Diez años después de la fundación, el 19 de mayo de 1769 Guinness exportó su cerveza (había dejado de preparar cerveza para entonces) por primera vez, cuando se enviaron seis barriles y medio a Inglaterra. El negocio se expandió adoptando energía de vapor y exportando aún más al mercado inglés. A la muerte de Benjamin Guinness en 1868, el negocio valía más de £1 millón, y el sitio de la cervecería había crecido de aproximadamente 1 acre a más de 64 acres. En 1886, su hijo Edward vendió el 65 por ciento del negocio mediante una oferta pública en la Bolsa de Londres por £6 millones.
La compañía fue pionera en varios esfuerzos de control de calidad. La fábrica de cerveza contrató al estadístico William Sealy Gosset en 1899, que alcanzó fama duradera bajo el seudónimo "Student" por las técnicas desarrolladas para Guinness, particularmente la distribución t de Student y la prueba t de Student aún más conocida. Debido a la «Ley de Control de Manufacturas» del Estado Libre de Irlanda en 1932, la compañía trasladó su sede a Londres más tarde ese año. Guinness elaboró su última porter en 1974.

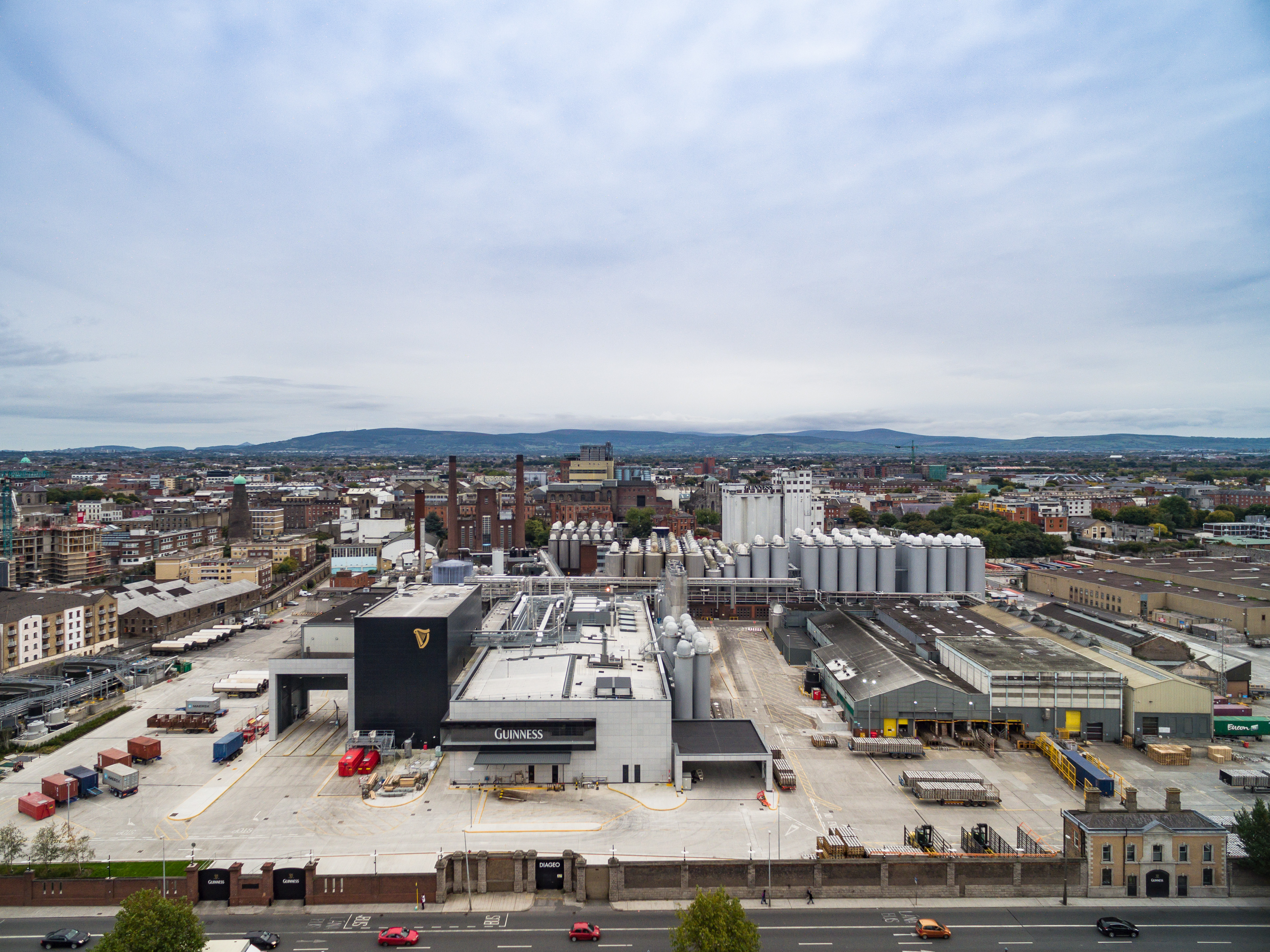
La cervecería Guinness en Dublín.

En 1983, se designó a un director ejecutivo no familiar, Ernest Saunders, y arregló la adquisición inversa del principal productor de whisky escocés Distillers en 1986. Luego, se le pidió a Saunders que renunciara luego de las revelaciones de que el precio de las acciones Guinness había sido manipulado ilegalmente.
En 1986, Guinness plc estaba en medio de una guerra de ofertas por la compañía Distillers, mucho más grande. En las etapas finales, las acciones de Guinness subieron un 25 por ciento, lo cual era inusual, ya que las acciones de la empresa compradora generalmente caen en una situación de adquisición. Guinness pagó a varias personas e instituciones, especialmente el arbitraje estadounidense Ivan Boesky, alrededor de US$38 millones para comprar acciones de Guinness por un valor de US$300 millones. El efecto fue aumentar el valor de su oferta para Distillers, cuya gestión favoreció la fusión con Guinness.
En el curso de la investigación, se supo que Bank Leu estaba involucrado en la mitad de las compras. Dos de los directores de Guinness firmaron acuerdos bajo la mesa en los que las subsidiarias de Bank Leu en Zug y Lucerna compraron 41 millones de acciones de Guinness. Guinness prometió en secreto canjear las acciones al costo, incluidas las comisiones. Para cumplir su parte del trato, Guinness depositó $76 millones en la subsidiaria de Bank Leu en Luxemburgo.
Como Distillers valía más que Guinness plc, la participación de la familia Guinness en la compañía fusionada fue inferior al 10 por ciento, y hoy ningún miembro de la familia se sienta en el consejo. Guinness adquirió la Distillers Company en 1986.
La compañía se fusionó con Grand Metropolitan en 1997 para formar Diageo plc, capitalizada en 2006 en aproximadamente 40 mil millones de euros. Aunque oficialmente no se hizo cargo por completo, la familia Guinness todavía posee el 51 por ciento de la cervecería. La fábrica de cerveza Guinness en Park Royal, Londres cerró en 2005. La producción de todas las Guinness vendidas en el Reino Unido e Irlanda se cambió a la fábrica de cerveza St. James’s Gate en Dublín.